# Compagnia di Sant'Eligio degli Orefici

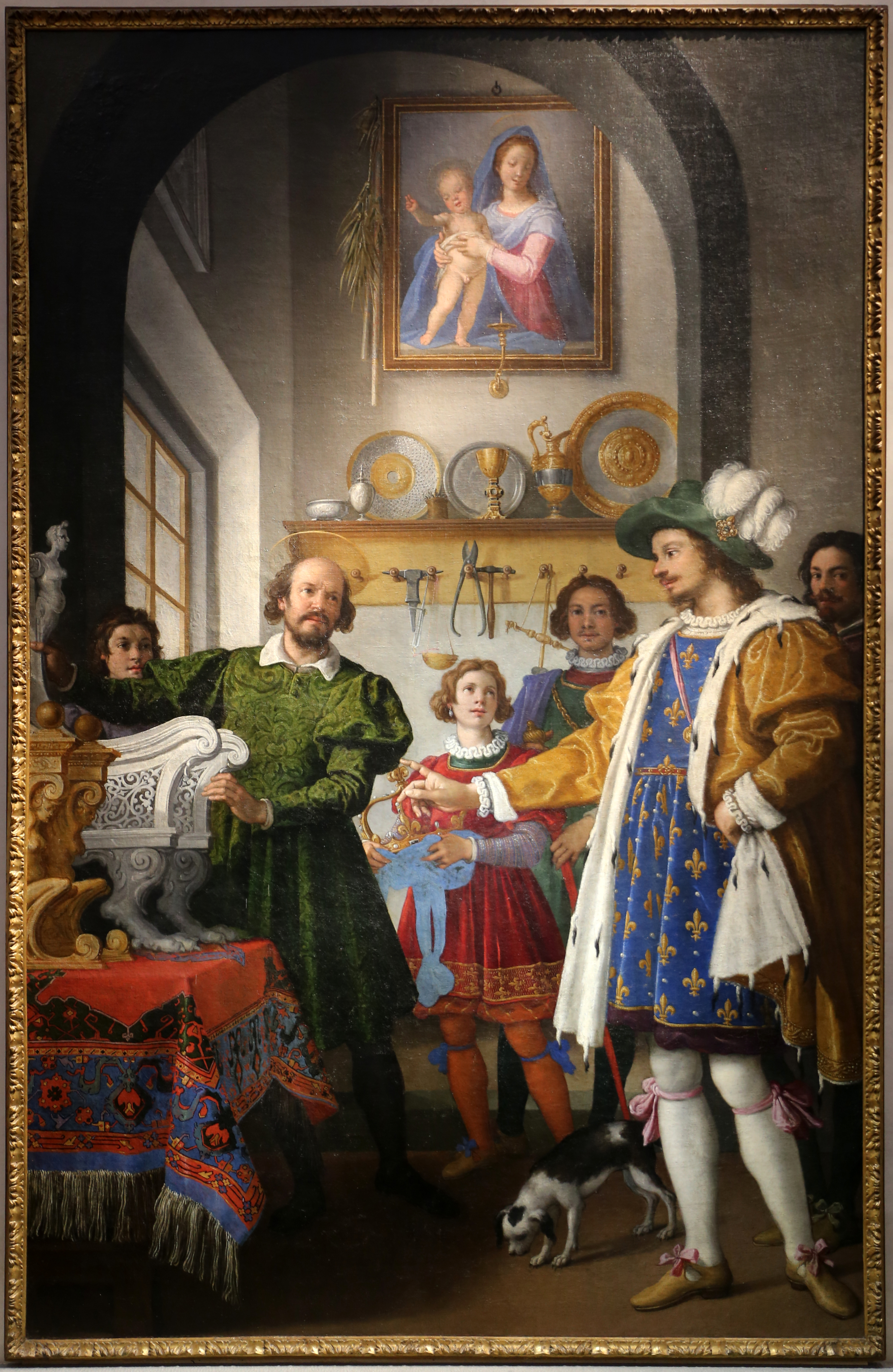
L'Empoli, Onestà di sant'Eligio, Uffizi

La Compagnia di Sant'Eligio degli Orefici era un'antica confraternita di Firenze.

## Storia

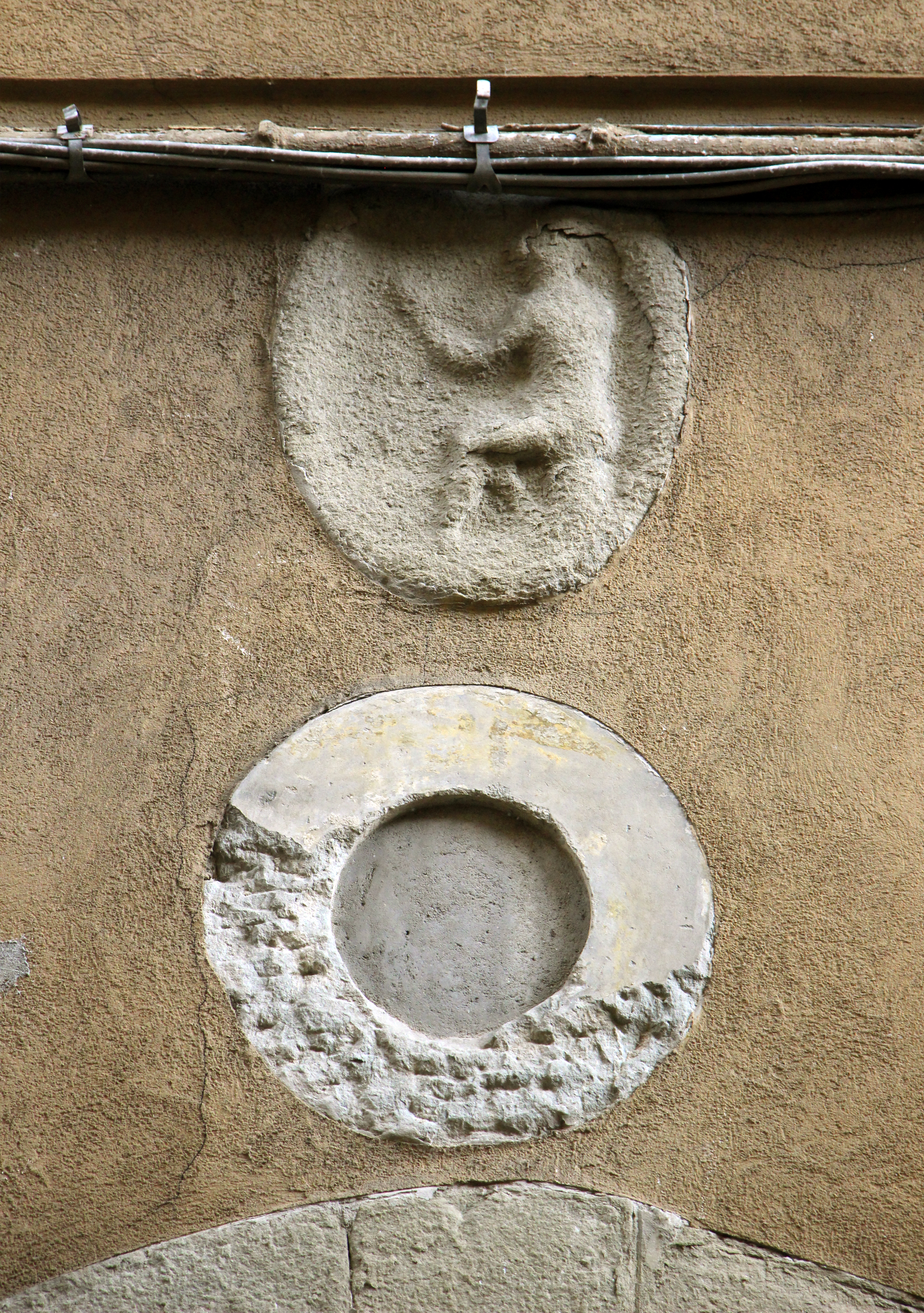
Lo stemma della Compagnia in via Laura a Firenze

A Eligio di Noyon, santo francese che aveva esercitato la professione di fabbro e orefice, erano dedicate due compagni a Firenze, dette popolarmente anche "di Sant'Alò" o "di San Lò", dal nome popolare del santo derivato dal francese Eloi. La prima era quella degli Orefici, che prendeva ad esempio il santo nella sua leggenda per l'onestà dimostrata a re Clotario II, per il quale con la stessa quantità di metallo prezioso realizzò non uno ma due troni, nonostante fosse stato accusato ingiustamente di aver rubato il materiale; la seconda era quella dei Maniscalchi, che aveva scelto il santo per la miracolosa guarigione della zampa di un cavallo recisa per sbaglio durante la ferratura, ma prontamente riattaccata. Gli orefici facevano poi parte dell'Arte della Seta, un'Arte maggiore, mentre i maniscalchi di quella minore dei Fabbri. 
La Compagnia degli Orefici sorse nel XV secolo, ed ebbe come prima sede un ambiente presso Santo Stefano al Ponte, poi nella chiesa di Santa Cecilia, e infine in via della Crocetta (oggi via Laura, dal 1494), dove resta un pietrino ovale col simbolo della confraternita, Sant'Eligio che cesella il trono. Con lo stesso soggetto la confraternita possedeva una pala dell'Empoli, oggi agli Uffizi. 
In via Laura la Compagnia confinava con quella di San Lorenzino, con la quale nel tempo ebbe numerose divergenze.
Per iscriversi alla Compagnia si doveva aver compiuto almeno 21 anni ed esercitare la professione di gioiellere, orefice, battiloro o argentiere da almeno cinque anni. Ai forestieri era inoltre richiesto di abitare in città da almeno cinque anni. Non tutti gli orafi quindi partecipavano necessariamente alla Compagnia, e venti di loro, tra i più religiosi, erano scelti per far parte della Compagnia dei Raccomandati della Crocetta, che aveva il numero chiuso di cento iscritti totali. 
Al pari di altre confraternite legate a particolari professioni, la Compagnia aveva molteplici valenze: religiosa innanzitutto, ma anche assistenziale riguardo ai membri in stato di bisogno fisico o economico, e infine anche di regolamentazione della professione, come se fosse un sottogruppo dell'Arte professionale. In questo senso, la Compagnia aveva al suo interno dei veditori, che controllavano la qualità dei prodotti degli orefici, un marchiatore, che siglava e registrava tutti i lavori fatti secondo legge, e dei taratori, che vegliavano sull'accuratezza degli strumenti di misura.
Le riunioni di preghiera avvenivano la seconda e la quarta domenica del mese, nelle quali si discuteva anche, all'occorrenza, di questioni legate all'esercizio della professione, e per la festa del protettore Eligio (25 giugno).
Come molte altre confraternite toscane, la Compagnia di Sant'Eligio degli Orefici fu soppressa da Pietro Leopoldo nel 1785.

## Stemma
Lo stemma della Compagnia è d'argento, con sant'Eligio che cesella il trono del re di Francia al naturale.